# Edmondo Mortimer (1376-1409)
Edmondo Mortimer (Ludlow, 9 novembre 1376 – Gwynedd, 1409) è stato un nobile inglese.
Era il fratello minore di Ruggero Mortimer, IV conte di March, erede al trono d'Inghilterra per volere del re Riccardo II. Inizialmente appoggiò Enrico IV Lancaster, sebbene l'usurpazione di quest'ultimo ai danni di Riccardo II avesse leso i diritti al trono dei Mortimer. Nel 1403 si alleò invece con il ribelle gallese Owain Glyndŵr e tentò di spodestare Enrico IV ponendo sul trono il figlio di suo fratello Ruggero, il V conte di March (anch'egli di nome Edmondo Mortimer), ma il suo piano fallì.

## Origine
Era il figlio del terzo conte di March, Edmondo Mortimer (1351-1381), e della moglie, la contessa dell'Ulster, Filippa Plantageneta (1355-1382), unica figlia di Lionello Plantageneto, I duca di Clarence, terzogenito di Edoardo III.

## Biografia
Nato nel castello di Ludlow, dopo la morte di suo fratello maggiore Ruggero Mortimer, IV conte di March nel 1398, divenne tutore dell'omonimo nipote Edmondo Mortimer, V conte di March.
Quando nel 1399 il re Riccardo II fu spodestato, il conte di March, erede designato del sovrano, fu scavalcato nella linea di successione al trono da Enrico di Lancaster, che reclamò il trono per discendenza, per diritto di conquista e per elezione. Questa usurpazione portò in seguito, dopo circa cinquant'anni alla guerra delle due rose.

Blasone della famiglia Mortimer

Enrico IV, appena salito al trono, prese in consegna il V conte di March e il fratello minore Ruggero, che furono custoditi e trattati con ogni riguardo a Windsor. Edmondo Mortimer si schierò inizialmente dalla parte del nuovo re Enrico IV, combattendo per lui nelle contee gallesi. Nel 1402, al comando delle truppe inglesi, Edmondo affrontò il ribelle Owain Glyndŵr, che rifiutando la supremazia inglese si autodefiniva principe del Galles. Il 22 giugno, nella battaglia di Bryn Glas, sul confine anglo-gallese, Edmondo fu sconfitto e fatto prigioniero da Glyndŵr. Dato che il re Enrico IV aveva offerto un riscatto considerato troppo esiguo per Edmondo, in quello stesso anno Glyndŵr propose a Edmondo di passare dalla sua parte, concedendogli in moglie sua figlia Caterina.
Nel 1403 Edmondo si accordò col cognato Henry Percy "Hotspur" e con il principe di Galles, Owain Glyndŵr, per detronizzare Enrico IV a favore di suo nipote il conte di March, ma fallirono e Percy morì in battaglia.
Nel 1405, un gruppo di nobili ribelli a Enrico IV, con l'aiuto della cugina dei Mortimer, Costanza di York, riuscì a rapire i due fratelli Mortimer, il conte di March Edmondo e Ruggero, per condurli nel Galles, nella contea di March.
Molto probabilmente i ribelli avevano l'appoggio dello zio dei giovinetti, Edmondo Mortimer, ma i due giovani Mortimer furono ripresi a Cheltenham, prima di giungere in Galles. Edmondo e Ruggero furono trasferiti al castello di Berkhamsted, dove la custodia divenne più severa.
Nel 1409, durante l'assedio di Harlech, nel Gwynedd, nord-ovest del Galles, la roccaforte dove Owain Glyndŵr si era trincerato, Edmondo morì probabilmente per la peste.

## Matrimonio e figli
Dalla moglie, caterina Edmondo ebbe cinque figli:
- Lionello, morto giovane
- Quattro figlie di cui non si conosce il nome, tutte morte prima del 1413.